# Hans Thomsen
Hans Thomsen, né le 14 septembre 1891 à Hambourg et mort le 31 octobre 1968, était un diplomate allemand qui a servi pendant le Troisième Reich.
Il est chargé d'affaires à l'ambassade d'Allemagne aux États-Unis, représentant le gouvernement allemand, entre novembre 1938 (après le rappel de l'ambassadeur Hans-Heinrich Dieckhoff) jusqu'au 11 décembre 1941 (date de fin des relations diplomatiques, après la déclaration de guerre). En 1943, il remplace Victor zu Wied (de) (frère de Guillaume, prince d'Albanie) au poste d'ambassadeur allemand à Stockholm, en Suède, et ce jusqu'à la fin de la guerre. Il est interrogé lors des procès de Nuremberg, mais n'est pas inculpé. Au début des années 1950, il travaille à la direction de la section de la Croix-Rouge allemande à Hambourg.

## Biographie

### Thomsen et les isolationnistes
Comme son prédécesseur Dieckhoff, Thomsen n’a aucune illusion sur l'aversion de l'administration américaine à l'égard de l'Allemagne nazie. En ce sens, il envoie des avertissements au gouvernement allemand pour l'informer de l'hostilité du président Roosevelt. Par conséquent, il s'implique pour promouvoir l'isolationnisme dans l'opinion américaine, y compris en soutenant des auteurs américains opposés à une éventuelle entrée en guerre. Il met en œuvre une campagne visant à influer l'issue des primaires républicaines pour l'élection présidentielle américaine de 1940, payant 3 000 $ en l'échange de la présence de cinquante délégués isolationnistes à la convention. Pour cela, on lui met des fonds à disposition, ainsi que des publicités distribuées dans les journaux de la convention. Ces annonces sont écrites par George Viereck, un agent allemand infiltré dans le personnel du représentant Hamilton Fish et semblent avoir eu une certaine influence.

### Le « code pourpre »
Thomsen a averti son gouvernement, en avril 1941, que le code servant à chiffrer les câbles diplomatique japonais (appelé « code pourpre » par les services secrets américains) avait été brisé par les Américains, après avoir été averti par l'ambassadeur soviétique aux États-Unis, Konstantin Umansky (en). Ces avertissements ont été transmis au gouvernement japonais, qui ne les ont pourtant pas retenus, et les cryptographes américains ont continué à lire les messages japonais après le début de la guerre.

### Thomsen et Donovan
Juste avant l'attaque de Pearl Harbor, Thomsen a été contacté par William Joseph Donovan, le Coordonnateur des États-Unis pour l'information, afin de le faire passer dans le camp américain. Donovan aurait promis un million de dollars à Thomsen en échange d'une déclaration publique affirmant qu'il se distancie du régime nazi. Les efforts de Donovan a échoué, et Thomsen est retourné en Allemagne lorsque l'Amérique entra en guerre.

## Sources
- (en) Cet article est partiellement ou en totalité issu de l’article de Wikipédia en anglais intitulé « Hans Thomsen » (voir la liste des auteurs).